# Alfred Felber
Alfred Felber (19. september 1886 - 1967) var en schweizisk roer, og olympisk guldvinder.
Felber vandt bronze i toer med styrmand ved OL 1920 i Antwerpen, sammen med Édouard Candeveau og styrmanden Paul Piaget. Fire år senere, ved OL 1924 i Paris, sikrede han sig en guldmedalje i samme disciplin, igen sammen med Candeveau, denne gang med Émile Lachapelle som styrmand.
Felber vandt desuden fire EM-guldmedaljer i toer med styrmand.

## OL-medaljer
- 1924:  Guld i toer med styrmand
- 1920:  Bronze i toer med styrmand